# Pristimantis sanctaemartae
O Pristimantis sanctaemartae é uma espécie de anuro da família Craugastoridae. É nativa da parte oeste da Sierra Nevada de Santa Marta (altitude variando entre 1 100 a 2 600), na Colômbia, sendo encontrada em árvores de vegetações densas, a 1,5 metro de altura. Sua maior ameaça é a destruição de seu habitat para a agricultura. Como todos os indivíduos do gênero Pristimantis possui o desenvolvimento larval terrestre.